# Бер-л’Этан
Бер-л’Этан (фр. Berre-l'Étang) — коммуна на юго-востоке Франции в регионе Прованс — Альпы — Лазурный Берег, департамент Буш-дю-Рон, округ Истр, кантон Бер-л’Этан.
Площадь коммуны — 43,64 км², население — 13 953 человека (2006) с тенденцией к росту: 13 978 человек (2012), плотность населения — 320,3 чел/км².

## Население
Население коммуны в 2011 году составляло 13 840 человек, а в 2012 году — 13 978 человек.
| 1962  | 1968  | 1975  | 1982  | 1990  | 1999  | 2006  | 2011  | 2012  |
| ----- | ----- | ----- | ----- | ----- | ----- | ----- | ----- | ----- |
| 10327 | 11588 | 12069 | 12562 | 12672 | 13414 | 13953 | 13840 | 13978 |

Динамика населения:

## Экономика
В 2010 году из 8774 человек трудоспособного возраста (от 15 до 64 лет) 5977 были экономически активными, 2797 — неактивными (показатель активности 68,1 %, в 1999 году — 65,3 %). Из 5977 активных трудоспособных жителей работали 4833 человека (2741 мужчина и 2092 женщины), 1144 числились безработными (475 мужчин и 669 женщин). Среди 2797 трудоспособных неактивных граждан 774 были учениками либо студентами, 714 — пенсионерами, а ещё 1309 — были неактивны в силу других причин.
На протяжении 2010 года в коммуне числилось 5127 облагаемых налогом домохозяйств, в которых проживало 13 286,5 человек. При этом медиана доходов составила 15 тысяч 431 евро на одного налогоплательщика.